# Lista de deputados estaduais do Rio Grande do Norte da 51.ª legislatura
Essa é uma lista de deputados estaduais do Rio Grande do Norte eleitos para o período 1975-1979. 24 deputados.

## Composição das bancadas
| Partido | Líder                     | Bancada | Posição  |
| ------- | ------------------------- | ------- | -------- |
| ARENA   | Djalma Cavalcanti Marinho | 15 / 24 | Governo  |
| MDB     | Carlos Alberto de Sousa   | 9 / 24  | Oposição |

## Deputados estaduais
| Número | Deputados estaduais eleitos        | Partido | Votação | Percentual | Cidade onde nasceu   | Unidade federativa  |
| 11939  | Adjuto Dias de Araújo              | ARENA   | 9.917   | 2,45%      | Caicó                | Rio Grande do Norte |
| 11635  | Alcimar Torquato de Almeida        | ARENA   | 12.795  | 3,16%      | Luís Gomes           | Rio Grande do Norte |
| 15169  | Antônio Severiano da Câmara Filho  | MDB     | 8.565   | 2,11%      | João Câmara          | Rio Grande do Norte |
| 11680  | Antônio Willy Saldanha             | ARENA   | 8.229   | 2,03%      | São José do Seridó   | Rio Grande do Norte |
| 15825  | Carlos Alberto de Sousa            | MDB     | 27.777  | 6,86%      | Natal                | Rio Grande do Norte |
| 11136  | Dalton Barbosa Cunha               | ARENA   | 12.489  | 3,08%      | Apodi                | Rio Grande do Norte |
| 11287  | Dary de Assis Dantas               | ARENA   | 9.954   | 2,45%      | Serra Negra do Norte | Rio Grande do Norte |
| 11177  | Demócrito de Souza Paiva           | ARENA   | 11.650  | 2,87%      | Parnamirim           | Rio Grande do Norte |
| 15337  | Francisco de Assis Freitas Amorim  | MDB     | 8.552   | 2,11%      | Mossoró              | Rio Grande do Norte |
| 15491  | Garibaldi Alves Filho              | MDB     | 18.469  | 4,56%      | Natal                | Rio Grande do Norte |
| 15396  | Iberê Ferreira                     | MDB     | 10.975  | 2,71%      | Natal                | Rio Grande do Norte |
| 11835  | João Newton da Escóssia            | ARENA   | 10.925  | 2,69%      | Mossoró              | Rio Grande do Norte |
| 11382  | José Marcílio Furtado              | ARENA   | 9.677   | 2,39%      | Touros               | Rio Grande do Norte |
| 11913  | José Patrício de Figueiredo Júnior | ARENA   | 14.335  | 3,54%      | Alexandria           | Rio Grande do Norte |
| 11272  | Luiz Antônio Vidal                 | ARENA   | 8.556   | 2,11%      | Santo Antônio        | Rio Grande do Norte |
| 15973  | Luiz Lopes da Silva Sobrinho       | MDB     | 8.666   | 2,14%      | Mossoró              | Rio Grande do Norte |
| 15808  | Magnus Kelly de Miranda Rocha      | MDB     | 9.260   | 2,28%      | Extremoz             | Rio Grande do Norte |
| 11410  | Márcio Djalma Cavalcante Marinho   | ARENA   | 18.388  | 4,54%      | Natal                | Rio Grande do Norte |
| 11918  | Nelson Borges Montenegro           | ARENA   | 8.177   | 2,02%      | Ipanguaçu            | Rio Grande do Norte |
| 11636  | Nelson Queiroz dos Santos          | ARENA   | 9.199   | 2,27%      | Jucurutu             | Rio Grande do Norte |
| 15996  | Olavo Lacerda Montenegro           | MDB     | 8.252   | 2,03%      | Assu                 | Rio Grande do Norte |
| 15713  | Roberto Brandão Furtado            | MDB     | 8.267   | 2,04%      | Natal                | Rio Grande do Norte |
| 11157  | Teodorico Bezerra                  | ARENA   | 9.111   | 2,25%      | Santa Cruz           | Rio Grande do Norte |
| 11371  | Vivaldo Costa                      | ARENA   | 15.598  | 3,85%      | Caicó                | Rio Grande do Norte |